# Rozebandroodmus
De rozebandroodmus (Carpodacus rodopeplus) is een zangvogel uit de familie Fringillidae (Vinkachtigen).

## Verspreiding en leefgebied
Deze soort komt voor in de Himalaya van noordelijk India tot zuidelijk Tibet.